# Owsley County
Owsley County är ett administrativt område i delstaten Kentucky, USA. År 2010 hade countyt 4 755 invånare. Den administrativa huvudorten (county seat) är Booneville.

## Geografi
Enligt United States Census Bureau har countyt en total area på 513 km². 513 km² av den arean är land och 0 km² är vatten.

### Angränsande countyn
- Lee County - norr
- Breathitt County - öst
- Perry County - sydost
- Clay County - söder
- Jackson County - väst

### Orter
- Booneville (huvudort)